# Вороново (Липецкая область)
Вороново — деревня в Задонском районе Липецкой области России. Входит в состав Тимирязевского сельского поселения.

## Географическое положение
Деревня расположена на Среднерусской возвышенности, в южной части Липецкой области, в западной части Задонского района, к западу от реки Дон. Расстояние до районного центра (города Задонска) — 11 км. Абсолютная высота — 200 метров над уровнем моря. Ближайшие населённые пункты — деревня Владимировка, деревня Крутой Верх, деревня Туляны, деревня Барымовка, деревня Ливенская, деревня Апухтино, деревня Миролюбовка, посёлок Тимирязев. Вблизи деревни (в 500 м) проходит автотрасса федерального значения М4 «Дон».

## Население
| 2010 |
| ---- |
| 0    |

## Достопримечательности
В деревне расположен действующий православный храм во имя Михаила Архангела. В недавнем времени его начали реставрировать!